# Anjozorobe (district)
Anjozorobe is een district van Madagaskar in regio Analamanga. Het district telt 167.839 inwoners (2011) en heeft een oppervlakte van 3.174 km², verdeeld over 12 gemeentes. De hoofdplaats is Anjozorobe.